# اچ‌ام‌اس لئوپارد (۱۷۴۱)
اچ‌ام‌اس لئوپارد (۱۷۴۱) (به انگلیسی: HMS Leopard (1741)) یک کشتی بود که طول آن ۱۳۴ فوت (۴۰٫۸ متر) بود. این کشتی در سال ۱۷۴۱ ساخته شد.